# Bronwyn Marshall
Bronwyn Jane Marshall (Mackay, 31 dicembre 1963) è un'ex cestista australiana.

## Carriera
Con l'Australia ha disputato i Giochi olimpici di Los Angeles 1984 e due edizioni dei Campionati mondiali (1983, 1986).